# TAF1
El factor 1 asociado a TBP, también conocido como TAF1, es una proteína codificada en humanos por el gen HGNC TAF1 . Le corresponde la actividad enzimática EC 2.7.11.1.
El inicio de la transcripción genética por la ARN polimerasa II requiere la actividad de más de 70 polipétidos. La proteína que coordina estas actividades es el factor de transripción basal TFIID, que se une a la región promotora para colocar adecuadamente a la polimerasa, sirve como estructura base para el ensamblaje del resto del complejo transcripcional, actuando así como canal de recepción de señales reguladoras. TFIID está compuesto de la proteína de unión a TATA (TBP) y por un grupo de proteínas muy conservadas en el transcurso de la evolución conocidas como factores asociados a TBP o TAFs. Las TAFs pueden participar en la transcripción basal, actuando como coactivadores, y funcionan en el reconocimiento de promotores o en la modificación general de los factores de transcripción para facilitar el ensamblaje del complejo y el inicio de la transcripción. TAF1 se corresponde con la subunidad de mayor tamaño del complejo TFIID. Esta subunidad se une a las secuencias promotoras abarcando el sitio de inicio de la transcripción. Esta subunidad contiene dos dominios proteína cinasa independientes en los extremos N- y C-terminal, pero también posee actividad acetiltransferasa pudiendo actuar como una enzima de conjugación activadora de ubiquitina. Se han descrito dos isoformas diferentes de esta proteína.

## Interacciones
La proteína TAF1 ha demostrado ser capaz de interaccionar con:
- [[Caseína c

inasa 2, alfa 1]]
- Proteína de unión a TATA[4][5][6][7]
- Ciclina D1[8][9]
- Proteína del retinoblastoma[9][10][4][11]
- TAF7[12]
- GTF2F1[13][14][4][15]
- UBTF[16]